# Pee & Gity
Pee & Gity es un videojuego coreano de 1994 creado por Familiar Production y distribuido por SKC Soft Land.
Los protagonistas son una rana y una zorro antropomórficos que vuelven a su casa y encuentran que ha sido invadida por enemigos.
El juego también posee una versión llamada Pee & Gity Special

## Personajes
Pee: Un animal antropomórfico parecido a un zorro hembra. Lleva una chaqueta azul y su peinado es un fleco y una cola de caballo.
Gity: Una rana que usa una gorra azul y un pulover largo amarillo, que curiosamente, a veces aparece con rayas rojas y a veces no.

## Modo de Juego
Se puede elegir jugar de a un jugador o de a dos. Por supuesto, los dos protagonistas son las opciones.
El juego consiste en un beat'em up donde debemos avanzar por diferentes escenarios, venciendo a los enemigos que aparecen, que van desde patos, cocodrilos hasta criaturas de roca, y al final de cada nivel, vencer al jefe, para recobrar esa parte de la casa.
Al golpear a los enemigos o a las estructuras del escenario(como vigas de madera) saltan objetos que se pueden usar como armas y lanzarlas a los enemigos. También se pueden conseguir orbes, y al ser acumulados una cantidad suficiente, los protagonistas se convierten en criaturas robóticas.